# Андрия
А̀ндрия (на италиански: Andria) е град и община в Южна Италия, един от трите административни центрове на провинция Барлета-Андрия-Трани в регион Пулия. Разположен е на 151 m надморска височина. Населението на града е 100 202 души (към 30 април 2011).